# 向江龍治
向江 龍治（むかえ りゅうじ、1952年 - ）は福岡県北九州市門司区出身（当時は門司市）で、米国ニューヨーク在住の国際政治経済アナリスト・作家。国際政治と米国事情についてフリーランスで研究を行っている。

## 経歴
福岡県立門司高等学校を卒業後、東京外国語大学でスペイン語およびラテンアメリカ事情を専攻し、1976年に卒業。その後、東京大学大学院国際関係論修士課程に進学、メキシコ政治に関する論文で1978年に修士号を取得。同大学院博士課程在学中、米国コロンビア大学政治学部博士課程に留学。一旦帰国し、外務省の在チリ日本国大使館で専門調査員としてチリ政治を調査研究。その後、米広報文化交流庁所属の京都アメリカンセンターでプログラムスペシャリストとして日米関係プログラムを担当。再び米国に戻り、コロンビア大学より、日本の難民政策に関する論文で1996年に政治学博士号 (Ph. D.) を取得。博士号取得後、ニューヨークのユダヤ系総合大学イェシーバー大学およびニューヨーク大学 (NYU) で客員助教授として国際政治を教える。教鞭の傍ら、朝日新聞ニューヨーク支局でリサーチャーとして勤務。同支局時代に、“The United Nations in a Globalizing Era”（国連とグローバル化）に関する論文で第15回佐藤栄作賞・優秀賞受賞。2017年に朝日新聞を退職し、フリーランスとなる。

## 著作
- "Japan's refugee policy: to be of the world"（European Press Academic Publishing[2]、2001, ISBN 88-8398-011-5）
- 『世界を動かすアメリカ重要人物100人』（中経出版、2001年、ISBN 978-4806115014）
- 『面白いほどわかる！ 新しいアメリカのしくみ』（中経出版、2008年、ISBN 978-4806132417）
- 『究極の英単語セレクション ［極上の1000語］』（アルク、2008年、ISBN 978-4757413986）
- 『究極の英単語プレミアム　Vol. 2』（アルク、2020年、ISBN 978-4757436237)
- "Refugee Policy." In Open Borders, Open Society? Immigration and Social Integration in Japan, edited by Toake Endoh, pp. 71-100. (Verlag Barbara Budrich, 2022, ISBN 978-3-8474-2547-2)